# Anne-Marie de Brunswick-Calenberg-Göttingen
Titre
Duchesse consort de Prusse
16 février 1550 – 20 mars 1568
(8 ans, 1 mois et 4 jours)
Anne-Marie de Brunswick-Calenberg-Göttingen, née le 23 avril 1532 à Münden et morte le 20 mars 1568 à Neuhausen près de Königsberg, est une princesse de la dynastie des Welf, fille du duc Éric Ier de Brunswick-Lunebourg et d'Élisabeth de Brandebourg. Elle fut duchesse consort de Prusse de 1550 jsuqu*à sa mort, par son mariage avec le duc Albert de Prusse.

## Biographie
Anne-Marie est la fille d'Éric Ier (1470-1540), duc de Brunswick-Lunebourg, et de son épouse Élisabeth (1510-1558), elle-même fille de l'électeur Joachim Ier Nestor de Brandebourg. Son père, prince régnant de Calenberg, est resté fidèlement attaché à l'empereur Charles Quint et au foi catholique, tandis que sa mère s'est converti au protestantisme en 1538.
Elle épouse, le 16 février 1550, le duc Albert de Prusse (1490-1568), de 42 ans son aîné, prince de la maison de Hohenzollern et ancien grand maître de l'ordre Teutonique qui a été créé le duché de Prusse en 1525. Elle est sa deuxième épouse. Albert est mort de la peste le 20 mars 1568 au château de Tapiau et Anne-Marie meurt 16 heures plus tard au château de Neuhausen, également de la peste.

## Descendance
- Élisabeth (20 mai 1551 – 19 février 1596).
- Albert-Frédéric (29 avril 1553 – 27 août 1618), duc de Prusse.